# Kabupaten de Bombana
Pour les articles homonymes, voir Bombana (homonymie).
Le kabupaten de Bombana, en indonésien Kabupaten Bombana, est un kabupaten de la province indonésienne de Sulawesi du Sud-Est créé en 2003 par détachement de celui de Buton. Son chef-lieu est Rumbia.

## Géographie
Le territoire de Bombana est constitué par la partie de l'ancien département de Buton située sur la péninsule sud-est de Célèbes ainsi que de l'île de Kabaena. Il est bordé :
- Au nord, par les kabupaten de Kolaka et Konawe du Sud,
- À l'est, par ceux de Muna et Buton,
- Au sud, par la mer de Flores et
- À l'ouest, par le golfe de Bone.

Il est subdivisé en sept kacamatan:
1. Kabaena,
2. Kabaena Timur,
3. Poleang,
4. Poleang Barat,
5. Poleang Timur,
6. Rarowatu et
7. Rumbia.

## Culture
Bombana est le pays des Moronene, un des groupes ethniques de la province. Dans la mythologie de la région, c'est le pays de Dewi Sri, "la déesse du riz" chez les Indonésiens. D'après la légende, Dewi Sri serait descendue sur terre en un lieu aujourd'hui appelé Tau Bonto ou Taubonto, ce qui en langue moronene signifie "l'année du pourrissement", parce que quand la déesse est arrivée, la production était telle que le riz a pourri sur place.
Taubonto était la résidence du mokole (prince) des Moronene. Celui-ci était vassal des sultans de Buton.